# Осатово-Раменье
Осатово-Раменье — деревня в Кичменгско-Городецком районе Вологодской области.
Входит в состав Кичменгского сельского поселения (с 1 января 2006 года по 1 апреля 2013 года входила в Шестаковское сельское поселение), с точки зрения административно-территориального деления — в Шестаковский сельсовет.
Расстояние до районного центра Кичменгского Городка по автодороге составляет 37 км. Ближайшие населённые пункты — Селище, Нижнее Сергеево, Верхнее Алтушево.
Население по данным переписи 2002 года — 45 человек (21 мужчина, 24 женщины). Всё население — русские.